# Dirckinck-Holmfeld
Dirckinck-Holmfeld er en dansk adelsslægt med oprindelig hollandsk[kilde mangler] herkomst. Slægtens adelspatent stammer fra 30. maj 1828.[kilde mangler] Nogle af medlemmerne er:
- Arnold Christian Leopold v. Dirckinck, født 17. august 1763, død 1827. Hollandsk søkaptajn med rang som oberst
- Constant Peter Heinrich Maria Walpurgis Dirckinck-Holmfeld, født 24. februar 1799, død 1880. dansk politisk forfatter, Dr. juris, amtmand
- Johann Carl Daniel Ulysses Dirckinck-Holmfeld, født 11. januar 1801, død 22. juli 1877. Geheimeconferentsråd, forbundsgesandt
- Edwin Rudolph Frederik Maria, født 12. juni 1802, død 10. januar 1896. Kammerherre, kommandør i søetaten, trådte i dansk tjeneste
- Helmuth Emanuel Edwin Bernhard, født 7. Juli 1835 i Schwarzenbek. Maler

På den tyske ø Femern, i Burgstaaken syd for byen Burg, findes et mindesmærke, der nævner en baron «Dirking-Holmfeld», som blev taget til fange under Treårskrigen. Indskriften siger: På dette sted mindes de urokkelige handlekraftige Femeranere, der befriede øen fra dansk herredømme og tilfangetagelsen af marinekaptainen baron af Dirking-Holmfeld den 15. April 1848. Oprettet 1872 af baron af Leesen-Treben, tidligere af Cathrinenhof.